# Ellen Hoog

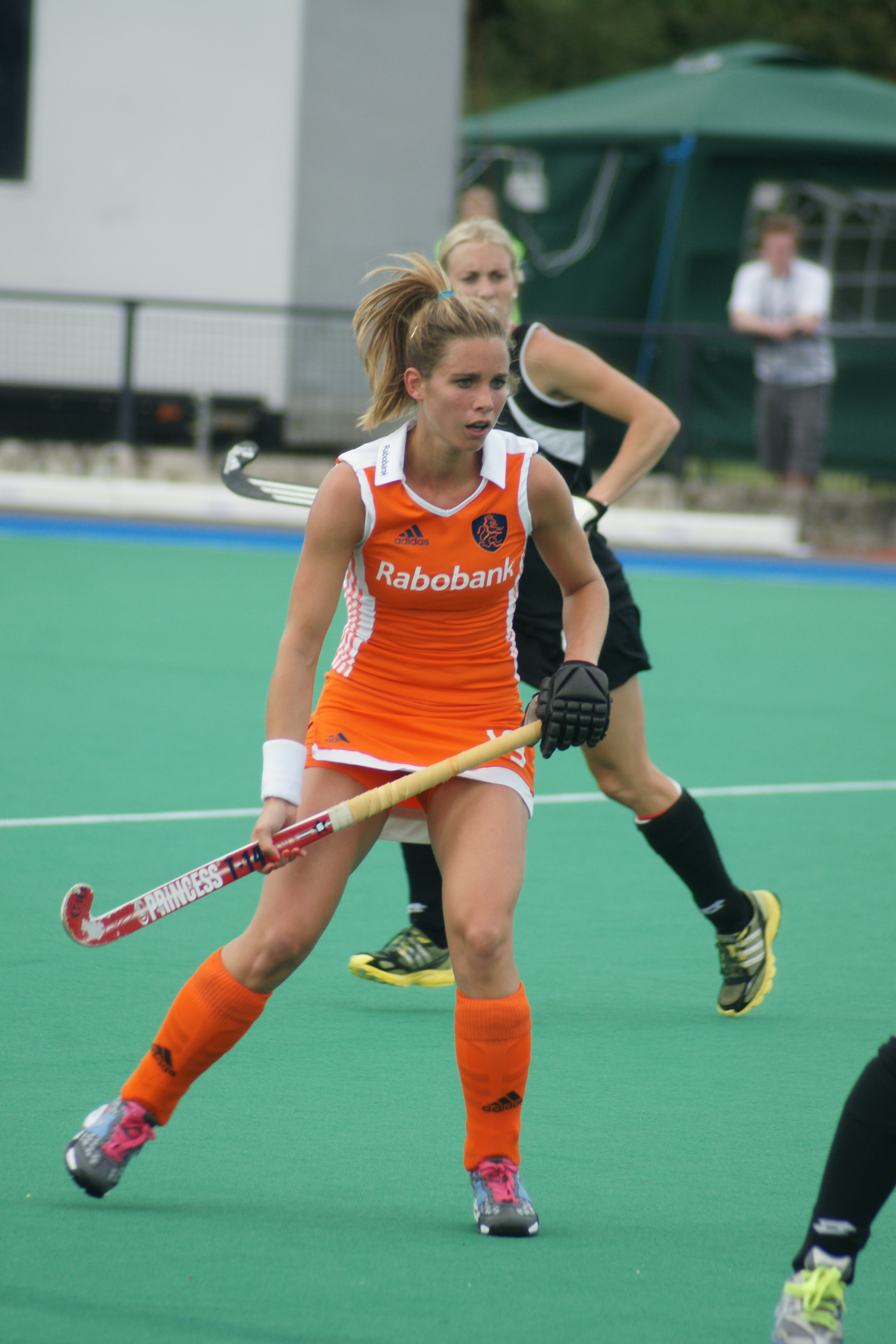
Hoog bei den Olympischen Sommerspielen 2012

Ellen Hoog (* 26. März 1986 in Bilthoven, de Bilt) ist eine niederländische Hockeyspielerin.

## Karriere
Ellen Hoog, von Freunden und Mitspielerinnen auch 'El' genannt, begann als Fünfjährige mit dem Hockeysport beim Stichtse Cricket en Hockey Club (SCHC), wo auch schon ihre Mutter und beide älteren Brüder spielten. Sie durchlief dort die Mannschaften aller Jahrgänge. Mit 13 Jahren wurde die talentierte Stürmerin für die niederländische U16 gesichtet, in der sie zwei Jahre spielte. Dann rutschte sie in die U18 hoch. Mit 16 lief sie das erste Mal für die Damenmannschaft des SCHC in der Hoofdklasse auf, für welches sie schon bald die Leistungsträgerin und Klassenerhaltsgarantin darstellte.
Nachdem das 17-jährige Nachwuchstalent im Mai 2003 von Damenbundestrainer Marc Lammers zu einem Trainingsspiel in Kampong eingeladen wurde, folgte auch Jong-Oranje-Coach Robbert Paul Aalbregt und holte sie ins U21-Team.
Im Februar 2004 debütierte sie dann in der Nationalmannschaft beim 4-Nationen-Turnier in Córdoba und spielte gegen Argentinien gegen Südkorea. Mit einem Treffer im Finale von ihr gewann die niederländische Mannschaft das Turnier gegen Weltmeister Argentinien. Während der Olympischen Sommerspiele in Athen spielte sie nochmals mit Jong Oranje die Europameisterschaft, wo das Team den ersten Platz belegte. Nach den Olympischen Spielen stieg sie wieder in der Damennationalmannschaft ein und sicherte sich einen Stammplatz. Noch im selben Jahr gewann sie die Champions Trophy in Rosario, Argentinien.
Im August 2005 sorgte sie für Aufsehen, als sie bei der Europameisterschaft beim 2:1-Finalsieg über Deutschland beide Tore schoss. Nur wenige Tage nach diesem grandiosen Erfolg starb ihr Vater, zu dem sie eine sehr enge Beziehung hegte. Danach fiel es ihr schwer wieder in ihren Alltag zu finden. Als im Oktober die Saison mit ihrem Club wieder anfing, kam ihre Motivation zurück und sie kehrte zu ihren Teams zurück. Bereits im Dezember gewann sie ihre zweite Champions Trophy im australischen Canberra und wurde gleichzeitig für die Wahl zur besten Hockeyspielerin der Welt unter 23 Jahre nominiert, welche sie knapp gegen ihre zwei Jahre ältere Landsfrau und Mitspielerin Maartje Goderie verlor. Außerdem rutschte sie auf Platz 2 der Rangliste 'Beste Spielerin der Rabo Hoofdklasse', der stärksten Clubliga der Welt, 2004 war sie noch auf Rang 13 gewesen. Lediglich Welthockeyspielerin und Jahrhunderttalent Mijntje Donners stand noch vor ihr. In der Werbung wurde sie unter anderem das Gesicht der 'Hockeyagenda', 2006 auch von Holand Fit und BDO, auch der Hockeysponsor TK nahm sie unter Vertrag.
2006 belegt sie mit Oranje bei der Champions Trophy in Amstelveen Platz 3, im Oktober fügt sie ihrer Erfolgsliste den Weltmeistertitel hinzu. Durch den Einsatz bei der Weltmeisterschaft verschlimmerte sich eine Knieverletzung, was sie dazu zwang einige Monate zu pausieren. Dadurch verpasste sie im Januar 2007 die Champions Trophy in Argentinien. Zur Freude ihrer Fans nutzte sie diese Zeit jedoch für ein Fotoshooting mit dem Männermagazin FHM, in dem sie im März 2007 auf dem Cover erschien.
Im August scheiterte sie überraschend bei der Europameisterschaft im Finale an der deutschen Mannschaft, die sich den Titel zum ersten Mal sichern konnte. Auch dieses Turnier spielte Hoog mit einer Verletzung, diesmal einer Entzündung der Achillessehne. Zur Saison 2007/08 wechselte sie zum Meisterschaftsanwärter Amsterdamsche Hockey & Bandy Club. Bei den Olympischen Spielen 2008 in Peking und 2012 in London gewann sie mit ihrer Mannschaft jeweils die Goldmedaille.
Sie gilt als große Technikerin und ihre argentinische Rückhand gilt weltweit als die Beste. Auch ihre Dribblings und präzisen Flanken sind gefürchtet.
Neben ihrer sportlichen Karriere studiert sie Medien- und Informationsmanagement.

## Erfolge

### Champions Trophy
2004
- Gold in Rosario, Argentinien (Niederlande – Deutschland, 2-0)

2005
- Gold in Canberra (Niederlande – Australien, 5-4 n. 7 m)

2006
- Bronze in Amstelveen (Argentinien – Niederlande, 2-5 n. 7 m)

### Europameisterschaften
2005
- Gold in Dublin (Niederlande – Deutschland, 2-1)

2007
- Silber in Manchester (Deutschland – Niederlande, 2-0)

### Weltmeisterschaft
2006
- Gold in Madrid

### Olympische Spiele
2008
- Gold in Peking

2012
- Gold in London

### Länderspiele
80 absolvierte Länderspiele, 59× gewonnen, 9× verloren, 12× unentschieden. (Stand: 22. August 2008)